# Feuerwehr Erfurt
Die Feuerwehr Erfurt besteht aus der Berufsfeuerwehr mit zwei Standorten und der Freiwilligen Feuerwehr mit einundzwanzig Standorten der Thüringer Landeshauptstadt Erfurt. Sie untersteht organisatorisch dem Amt für Brandschutz, Rettungsdienst und Katastrophenschutz (Amt 37) der Landeshauptstadt Erfurt. Ihr Aufgabenspektrum umfasst den vorbeugenden und abwehrenden Brandschutz, die technische Hilfe und den Rettungsdienst nebst Katastrophenschutz.

## Geschichte
Am 15. November 1862 wurde die Freiwillige Feuerwehr Erfurt gegründet. Die damalige Erfahrung, dass die Bürger der Stadt nicht auf eine effektive Brandbekämpfung vorbereitet waren, war ursächlich für die Gründung. Bei einer Spritzenübung auf dem Petersberg hatte sich herausgestellt, dass schon die körperliche Fitness und Ausbildung deutlich zu wünschen übrig lasse. Daher wurde die Freiwillige Feuerwehr aus dem Erfurter Männerturnverein gegründet. Die Turnerfeuerwehr wurde zum Vorreiter anderer Feuerwehren in Erfurt und organisierte bis zum Jahr 1910 die Brandbekämpfung. Dann kam erst die Berufsfeuerwehr hinzu.
Die Erfurter Berufsfeuerwehr wurde erstmals am 1. April 1910 erwähnt und entstand aus der damaligen Turnerfeuerwehr. Ihren Sitz hatte sie am Reglerring (heute Juri-Gagarin-Ring).
Im Jahr 1995 erfolgte der Umzug aus dem historischen Gebäude am Reglerring in das neue Gefahrenabwehrzentrum nach Erfurt-Marbach.

## Berufsfeuerwehr
Die Berufsfeuerwehr Erfurt ist die größte Berufsfeuerwehr in Thüringen und besteht aus 215 Beamten im gehobenen bzw. mittleren feuerwehrtechnischen Dienst. Zu ihr gehören zwei Gefahrenschutz- bzw. Gefahrenabwehrzentren im Norden und Süden der Stadt. Die Feuerwehrleute sind auf drei Wachabteilungen verteilt und versehen nach einem bestehenden Dienstsystem ihren Dienst auf den Wachen der Berufsfeuerwehr.

### Gefahrenschutzzentrum Nord
Das Gefahrenschutzzentrum (GSZ) befindet sich im Ortsteil Erfurt-Marbach auf einer Fläche von circa 25.000 m² direkt an der Bundesstraße 4. Es besteht aus drei Gebäuden, der Feuerwache, dem Funktionsgebäude und der Rettungswache. Im Gefahrenschutzzentrum sind außer der Berufsfeuerwehr Erfurt auch die Zentrale Leitstelle der Stadt, die Hilfsorganisationen Deutsches Rotes Kreuz und Johanniter Unfallhilfe sowie das private Rettungsdienstunternehmen Ambulanz Erfurt GmbH untergebracht.
Im Gebäude der Feuerwache stehen 30 Fahrzeugstellplätze, eine Kfz-Werkstatt, Waschhalle und 46 Ruhe- und Sozialräume zur Verfügung. Die Rettungswache verfügt über 18 Fahrzeugstellplätze, eine Desinfektionsstrecke und ebenfalls über Ruhe- und Sozialräume. Das Funktionsgebäude beherbergt einen 24 m hohen Schlauchturm, vier Übungsbalkone, Schlauchlager und -wäsche, Atemschutzübungsanlage, Löschgeräte-, Funk-, Schlauch- und Atemschutzwerkstatt sowie Kleiderkammer, Kleinteilelager und einen Sportraum.
Im Gefahrenschutzzentrum Nord sind unter anderem ein Löschzug, bestehend aus einem Einsatzleitwagen 1 (ELW 1), einem Hilfeleistungslöschgruppenfahrzeug 20 (HLF 20), einer Drehleiter mit Korb 23-12 (DLK 23/12), einem Löschgruppenfahrzeug 10 (LF 10) und einem Tanklöschfahrzeug 20/40-SL (TLF 20/40-SL), der Einsatzleitdienst mit zwei Einsatzleitwagen (ELW 1 und ELW 2) und einem Einsatzleitwagen Führungsstaffel (ELW 1 FüSt), Fahrzeuge des Rettungsdienstes, unter anderem ein Einsatzleitwagen (ELW 1) für den Leitenden Notarzt, drei Rettungswagen (RTW) und ein Schwerlast-Rettungswagen (S-RTW), sowie diverse Sonderfahrzeuge, unter anderem ein Gerätewagen Messtechnik (GW-Mess), vier Wechselladerfahrzeuge (WLF) mit verschiedenen Abrollbehältern und drei Mannschaftstransportfahrzeuge (MTF) stationiert.

### Gefahrenabwehrzentrum Süd
Das Gefahrenabwehrzentrum Süd (GAZ) befindet sich im Südosten der Landeshauptstadt Erfurt, in der Gemarkung Melchendorf, auf einer Fläche von circa 10.200 m². Es besteht wie das Gefahrenschutzzentrum aus drei Gebäuden, der Feuerwache, dem Lager für Allgemeine Hilfe und der Rettungswache. Im Gefahrenabwehrzentrum Süd sind außer der Berufsfeuerwehr Erfurt auch die Hilfsorganisationen Arbeiter-Samariter-Bund und der Malteser Hilfsdienst untergebracht.
Im Gebäude der Feuerwache stehen 10 Fahrzeugstellplätze, eine Werkstatt, Sanitärbereiche, Ruhe- und Sozialräume, Schulungsbereich und ein Sportraum zur Verfügung. Die Rettungswache verfügt über 13 Fahrzeugstellplätze, Büro- und Verwaltungsräume für die Leistungserbringer und ebenfalls über Ruhe- und Sozialräume. Das Lager für Allgemeine Hilfe beherbergt eine Lagerfläche mit Lagerregalen und eine Fahrzeughalle mit zwei Lkw-Stellplätzen.
Das Gefahrenabwehrzentrum Süd beherbergt einen Löschzug, bestehend aus einem Einsatzleitwagen 1 (ELW 1), einem Hilfeleistungslöschfahrzeug 20 (HLF 20) und einer Drehleiter mit Korb 23-12 (DLK 23/12), einen Rüstwagen (RW), ein Mannschaftstransportfahrzeug (MTF), einen Gerätewagen Messtechnik (GW-Mess), einen CBRN-Erkundungskraftwagen (CBRN-ErkKw), ein Kleinalarmfahrzeug (KLAF) und einen Gerätewagen Eis-/Wasser-/Höhenrettung (GW-EWH).

## Freiwillige Feuerwehren
In den Stadtteilen von Erfurt gibt es 21 Freiwillige Feuerwehren und vier Löschgruppen. Diese sind in Verbände organisiert, welche zur besseren Organisation der Feuerwehren gegründet worden sind. Sie sind nicht zu vergleichen mit den einsatztaktisch bekannten Verbänden, sondern eher mit den aus der DDR bekannten „Wirkungsbereichen“.

### Verband Erfurt-Mitte
Dem Verband Erfurt-Mitte gehören vier Freiwillige Feuerwehren und zwei Löschgruppen an. Zu den Mitgliedswehren zählen sich die Freiwilligen Feuerwehren Dittelstedt, Ilversgehofen, Marbach und Melchendorf sowie die Löschgruppen Büßleben und Rohda/Haarberg.
Ausgerüstet sind die Feuerwehren und Löschgruppen mit einem Einsatzleitwagen 1 (ELW 1), zwei Löschgruppenfahrzeugen 16/12 (LF 16/12), einem Löschgruppenfahrzeug 20 (LF 20), einem Hilfeleistungslöschgruppenfahrzeug 20 (HLF 20), einem Tanklöschfahrzeug 4000 (TLF 4000), einem Kleinlöschfahrzeug Thüringen (KLF-Th), einem Mittleren Löschfahrzeug (MLF), zwei Gerätewagen Dekontamination (GW-Dekon (P)), zwei Gerätewagen Logistik (GW-L1 und GW-L2), einem Gerätewagen Gefahrgut (GW-G) und mehreren feuerwehrtechnischen Anhängern.

### Verband Erfurt-Nord
Dem Verband Erfurt-Nord gehören fünf Freiwillige Feuerwehren und eine Löschgruppe an. Zu den Mitgliedswehren zählen sich die Freiwilligen Feuerwehren Gispersleben, Kühnhausen, Mittelhausen, Schwerborn und Stotternheim sowie die Löschgruppe Tiefthal.
Ausgerüstet sind die Feuerwehren und die Löschgruppe mit einem Einsatzleitwagen 1 (ELW 1), zwei Mannschaftstransportfahrzeugen (MTF), einem Tanklöschfahrzeug 3000 (TLF 3000), einem Löschgruppenfahrzeug 10 (LF 10), einem Hilfeleistungslöschgruppenfahrzeug 10 (HLF 10), einem Hilfeleistungslöschgruppenfahrzeug 20/24 (HLF 20/24), einem Löschgruppenfahrzeug 10/6 (LF 10/6), zwei Kleinlöschfahrzeugen Thüringen (KLF-Th), einem Gerätewagen Küche (GW-Küche), einem Gerätewagen Logistik (GW-L2) und mehreren feuerwehrtechnischen Anhängern.

### Verband Erfurt-Ost
Dem Verband Erfurt-Ost gehören zwei Freiwillige Feuerwehren und eine Löschgruppe an. Zu den Mitgliedswehren zählen sich die Freiwilligen Feuerwehren Kerspleben und Vieselbach sowie die Löschgruppe Töttleben. Die Löschgruppe Azmannsdorf wurde im Dezember 2021 aufgelöst.
Ausgerüstet sind die Feuerwehren und Löschgruppen mit einem Einsatzleitwagen 1 (ELW 1), einem Mannschaftstransportfahrzeug (MTF), einem Tanklöschfahrzeug 3000 (TLF 3000), einer Drehleiter mit Korb 23-12 (DLK 23/12), einem Hilfeleistungslöschgruppenfahrzeug 10 (HLF 10), einem Hilfeleistungslöschgruppenfahrzeug 20 (HLF 20), einem Kleinlöschfahrzeug Thüringen (KLF-Th), einem Schlauchwagen-KatS (SW-KatS) und mehreren feuerwehrtechnischen Anhängern.

### Verband Erfurt-Süd

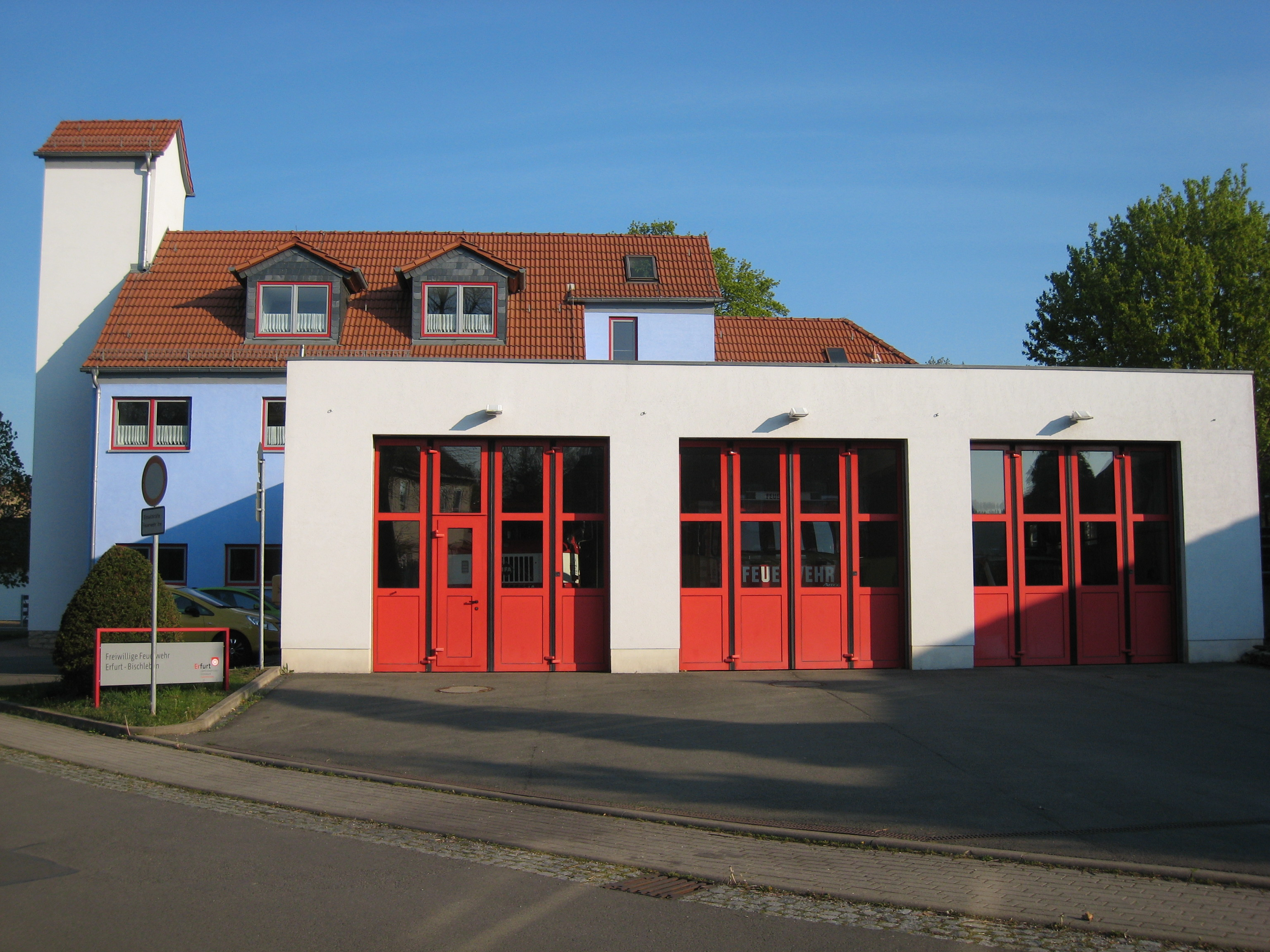
Feuerwehrhaus der FF Bischleben

Dem Verband Erfurt-Süd gehören fünf Freiwillige Feuerwehren an. Zu den Mitgliedswehren zählen sich die Freiwilligen Feuerwehren Bischleben, Hochheim, Molsdorf, Möbisburg/Rhoda und Waltersleben.
Ausgerüstet sind die Feuerwehren mit einem Einsatzleitwagen 1 (ELW 1), drei Mannschaftstransportfahrzeugen (MTF), einem Löschgruppenfahrzeug 20 Katastrophenschutz (LF 20 KatS), einem Hilfeleistungslöschgruppenfahrzeug 20 (HLF 20), zwei Tanklöschfahrzeugen 16/25 (TLF 16/25), zwei Löschgruppenfahrzeuge 8/6 (LF 8/6), einem Mittleren Löschfahrzeug (MLF) und mehreren feuerwehrtechnischen Anhängern.

### Verband Erfurt-West
Dem Verband Erfurt-West gehören fünf Freiwillige Feuerwehren an. Zu den Mitgliedswehren zählen sich die Freiwilligen Feuerwehren Alach, Bindersleben, Frienstedt, Schmira und Töttelstädt.
Ausgerüstet sind die Feuerwehren mit zwei Mannschaftstransportfahrzeugen (MTF), einer Drehleiter mit Korb 23-12 (DLK 23/12), einem Löschgruppenfahrzeug 8/6 (LF 8/6), einem Löschgruppenfahrzeug 10/6 (LF 10/6), einem Löschgruppenfahrzeug 10/10 (LF 10/10), einem Hilfeleistungslöschgruppenfahrzeug 20 (HLF 20), einem Mittleren Löschfahrzeug (MLF) und mehreren feuerwehrtechnischen Anhängern.

## Fachgruppen

### Schnelleinsatzgruppe Rettungsdienst
Die Schnelleinsatzgruppe Rettungsdienst (SEG RD) ist eine von zwei Fachgruppen der Feuerwehr Erfurt. Mit 62 aktiven Mitgliedern ist sie die größere der beiden Fachgruppen. Die Besonderheit der Erfurter SEG besteht darin, dass ihr ausschließlich medizinisches Fachpersonal angehört. Der SEG stehen ein Führungsfahrzeug Schnelleinsatzgruppe Rettungsdienst (FüKfz SEG-RD), ein Gerätewagen Sanität (GW-San), ein Krankentransportwagen (KTW), vier Notfallkrankentransportwagen (NKTW-B), drei Rettungswagen (RTW) und ein Abrollbehälter Großschaden (AB-Großschaden) zur Verfügung.

### Notfallbegleitung
Die Fachgruppe Notfallbegleitung besteht aus 26 aktiven Mitgliedern.